# Padlene
Padlene är en tätort i Tysværs kommun i Rogaland fylke i sydvästra Norge. Orten ligger vid fylkesväg 4780, på den östra sidan av Førlandsfjorden.